# アダ・ヨナス
- アダ・ヨナット

アダ・ヨナス、あるいはアダ・ヨナット (ヘブライ語: עדה יונת, 英語: Ada Yonath, 1939年6月22日 - ) は、イスラエルの結晶学者である。ワイツマン科学研究所教授。
2009年のノーベル化学賞を、リボゾームの構造の研究により、イギリスのベンカトラマン・ラマクリシュナン、アメリカのトーマス・スタイツと共同受賞した。

## 来歴
1930年代初頭にエルサレムに入植した、ポーランド系ユダヤ人ラビの家系に生まれた。旧姓はLifshitz。1949年にテルアビブに移り、1962年にヘブライ大学を卒業、1964年に同大学院から生化学のMSc.を取得、1968年にワイツマン科学研究所からX線回折研究でPh.D.を取得した。1970年から同研究所で教鞭を取り、1988年から現職。
その間、1969年から翌年までマサチューセッツ工科大学、1971年からテルアビブ大学、ベングリオン大学等で講師を務め、1974年にはアラバマ大学、1977年から翌年までシカゴ大学、1979年から2004年までマックス・プランク分子遺伝学研究所に勤務した。

## 主な受賞歴
- 2002年 - イスラエル賞
- 2002年 - ハーヴェイ賞
- 2002年 - F・A・コットン・メダル
- 2004年 - マスリー賞
- 2004年 - パウル・カラー・ゴールドメダル
- 2005年 - ルイザ・グロス・ホロウィッツ賞
- 2006年 - ウルフ賞化学部門
- 2006年 - ロスチャイルド賞
- 2007年 - パウル・エールリヒ&ルートヴィヒ・ダルムシュテッター賞
- 2008年 - ロレアル-ユネスコ女性科学賞
- 2008年 - アルベルト・アインシュタイン世界科学賞
- 2009年 - ノーベル化学賞
- 2010年 - ヴィルヘルム・エクスナー・メダル